# Therlinya bellinger
Espèce
Therlinya bellinger est une espèce d'araignées aranéomorphes de la famille des Stiphidiidae.

## Distribution
Cette espèce est endémique de Nouvelle-Galles du Sud en Australie. Elle se rencontre dans la région de Bellingen.

## Description
Le mâle holotype mesure 8,21 mm et la femelle paratype 8,61 mm.

## Étymologie
Son nom d'espèce lui a été donné en référence au lieu de sa découverte, Bellingen.

## Publication originale
- Gray & Smith, 2002 : Therlinya, a new genus of spiders from eastern Australia (Araneae: Amaurobioidea). Records of the Australian Museum, vol. 54, p. 293-312 (texte intégral).